# Paradoxornis lleonat
El paradoxornis lleonat (Suthora fulvifrons) és una espècie d'ocell de la família dels paradoxornítids (paradoxornitidae), tot i que sovint encara se'l troba classificat amb els sílvids (Sylviidae). Es troba a l'Himàlaia i als seus contraforts orientals: a Bhutan, la Xina, l'Índia, Myanmar, i Nepal. El seu hàbitat el conformen els boscos temperats i els boscos tropicals i subtropicals de frondoses humits de l'estatge montà. El seu estat de conservació es considera de risc mínim.

## Taxonomia
Les tres espècies del gènere Suthora estaven classificades anteriorment en el gènere Paradoxornis i no fou recuperat fins al 2009 Aleshores estaven a la família dels sílvids (Sylviidae). Però el Congrés Ornitològic Internacional, en la seva llista mundial d'ocells (versió 10.2, 2020) el transferí finalment a la família dels paradoxornítids (Paradoxornithidae). Tanmateix, el Handook of the Birds of the World i la quarta versió de la BirdLife International Checklist of the birds of the world (desembre 2019), aquest tàxon apareix classificat encara dins de la família dels sílvids.